# チーム関西
チーム関西（チームかんさい）は、関西地方で活動する日本の保守・右派系市民団体。主に在日特権を許さない市民の会（在特会）、主権回復を目指す会（主権会）のメンバーによって構成された「行動する保守」を標榜する団体の一つ。2012年に代表者が辞任し、組織的な活動は停止している。

## 概要
在日特権を許さない市民の会（在特会）、主権回復を目指す会（主権会）といった 右派系市民団体の関西在住メンバーや、関西地方で活動する右派系市民活動家らの連合グループとして結成された。正式な結成時期は明らかにされていないが、荒巻靖彦前代表の発言 や旧公式サイトの供用開始時期 から、2009年（平成21年）10月中に結成されたものとみられる。荒巻が代表辞任を発表した2012年（平成24年）2月12日をもって表向きは活動を休止したことになっているが、公式サイトでの活動告知やカンパ募集は現在も継続されている。
団体間の垣根を超えた共闘関係を構築するための集まりという側面が強く、役職は代表のみ、規約や会員制度は設けないなど、組織構成は極めて簡素なものとなっている。チーム関西が主催する形式で活動を行うこともあるが、各メンバーが所属している右派系市民団体の活動に協賛などの形で関与するケースも多い。また独自の寄付金口座を開設してカンパを募っており、年間で100万円を超える額が集まったこともあるという。
リベラル・左派寄りの政党やマスコミ、在日韓国・朝鮮人など「反日的」とみなした勢力の糾弾を目的とした街宣やデモを行うとともに、情宣活動の一環として活動の様子を撮影した動画を「YouTube」や「ニコニコ動画」などの動画投稿サイトにアップロードしている。
街宣やデモの現場で過激な言動を多用する傾向があり、業務妨害や器物損壊などの違法行為に及んだメンバーが刑事責任や民事上の損害賠償責任を問われるという事例が後を絶たない。2014年（平成26年）5月末までに7つの活動に関して50名（延べ人数、以下同じ）が刑事事件の被疑者として送検されており、そのうち少なくとも31名が起訴猶予処分となり、18名が有罪判決を受けている。また3つの活動に関してメンバーらに対する損害賠償請求訴訟が提起されている。
メンバーや元メンバーら十数名に取材を行ったジャーナリストの安田浩一は、チーム関西を始めとする右派系市民団体には、満たされない承認欲求を抱えた人々が活動を介して繋がり合うという一種の擬似家族的な側面が見られると述べている。他方で、保守的な中間層が排外主義的な右派系市民活動（「排外主義運動業界」）の担い手になっていると主張する徳島大学の樋口直人准教授は、チーム関西は主にブルーカラー層によって構成された同業界の中でも特異なグループであり、チーム関西の事例から社会階層の低い者が排外主義に走っていると安易に結論付けるべきではないと主張している。

## 歴史

### 結成までの流れ
2006年（平成18年）から2008年（平成20年）にかけて、「在日特権を許さない市民の会」（在特会）・「主権回復を目指す会」（主権会）・「日本を護る市民の会」（日護会）といった「行動する保守」を標榜する右派系市民団体が次々に設立されたが、これらの団体が本拠地を置く関東地方に比べると、関西地方での活動は規模・回数ともに見劣りするのが実情だった。このうち在特会では2007年（平成19年）2月と比較的早期に関西支部を設立していたものの、同年11月までに発足時の支部運営陣が全員辞任する事態となり、事実上の休眠状態に陥っていた。
2008年（平成20年）11月、在特会は主権会の幹事として独自に「主権回復を目指す会・関西」を立ち上げていた ベテラン右派系市民活動家の増木重夫を空席となっていた関西支部長に任命する。この頃から関西でも在特会・主権会の両団体を中心とした街頭活動が行われるようになり、12月には大阪市で主権会・在特会関西支部共催の大江健三郎糾弾街宣が、宇治市のウトロ地区で在特会関西支部主催・主権会協賛の在日朝鮮人糾弾街宣が、それぞれ開催されている。
増木は翌2009年（平成21年）4月に暴力行為法違反容疑で逮捕され支部長を解任されたが、6月には関西地方で初となる「行動する保守」系デモが京都市で開催され、在特会・主権会のほか日護会などの複数団体が参加するなど、その後も共闘規模の拡大が続いた。また6月末に川東大了が在特会関西支部長に、西村斉が同会計に就任してからは在特会主催の街頭活動が急速に増加していった。
そして同年10月になって主権会が関西支部を設立したのを機に、同支部の事務局長に就任した荒巻靖彦らを中心とするグループ「チーム関西」が結成され、街頭活動の告知・連絡を行うための公式サイトが開設された。なおチーム関西の公式サイトに掲載された最初の活動は、10月21日に在特会・主権会・日護会および「日本女性の会 そよ風」（そよ風）の各関西支部共催で行われた毎日新聞糾弾街宣である。

### 活動の先鋭化
チーム関西の結成後も関西地方における右派系市民活動の規模は拡大を続け、特に会員数を伸ばした在特会は2010年（平成22年）4月までに関西支部を2府4県ごとの支部へと再編している。
それに伴って街宣やデモの内容は次第に先鋭化していき、2009年（平成21年）12月の京都朝鮮学校公園占用抗議事件（以下「京都事件」と呼称）を皮切りに、翌2010年（平成22年）には朝鮮総連京都府本部不退去事件（3月）、大阪水曜デモ妨害事件（4月）、徳島県教組業務妨害事件（4月、以下「徳島事件」と呼称）、京都創価学会施設侵入事件（7月）と、後に刑事事件として取り上げられることになる過激な活動が立て続けに行われた。
この時期の活動の多くは在特会関西支部（および再編後の各府県支部）と主権会関西支部の主催・協賛下で行われていた。この両団体の関西地方におけるトップとナンバー2、すなわち川東大了（在特会関西支部長→同大阪支部長→同副会長）・西村斉（在特会関西支部会計→同京都支部長）・中谷辰一郎（主権会関西支部長）・荒巻靖彦（主権会関西支部事務局長）の4名は「四天王」と呼ばれ、活動の企画・実行に主導的な役割を果たした。

### 相次ぐ主要メンバーの検挙
上記のような活動の先鋭化に伴って警察による警戒の動きも強まり、2010年（平成22年）7月に大阪府警警備部が大阪水曜デモ妨害事件の参加者1名を逮捕したのを皮切りに、翌8月には京都府警警備部が京都事件の参加者4名を逮捕、さらに翌9月には徳島県警警備部が徳島事件の参加者7名（うち3名は京都事件と重複）を逮捕するなど、「四天王」を始めとする主要メンバーの検挙が相次いだ。
逮捕・勾留などより主要メンバーを欠いたことにより活動規模は縮小を余儀なくされ、活動の先鋭化もやや抑えられる結果となった。ただ同年12月には京都事件一周年を記念すると称して在特会・そよ風らと共同でデモを開催するなど、一定数の動員を伴う活動が途絶えたわけではなく、また2011年（平成23年）1月に起きた水平社博物館前差別街宣事件（以下「差別街宣事件」と呼称）のように過激な活動も一部では続けられていた。
起訴されたメンバーはいずれも2011年（平成23年）4月までにそれぞれの関与した事件について有罪判決を受けた。彼らのほとんどは活動の現場に復帰したが、主権会関西支部長の中谷辰一郎はこれを機に活動の第一線を退いた。また主権会も同年3月15日付で関西支部を解散させたため、チーム関西に対する主権会の影響力は失われた。同時期には在特会本部と日護会本部の間で民事訴訟や刑事告訴の応酬を含む激しい対立が発生し、日護会は在特会との共闘を拒否してチーム関西から撤退した。こうしてチーム関西における「扇の要」の役割はもっぱら在特会が担うことになった。

### 燻ぶる対立の火種
主要メンバーの復帰により再び活動は活発化し、2011年（平成23年）3月の福島第一原子力発電所事故とそれに伴う電力不足を奇貨として在特会が「反・反原発」や「反パチンコ」をテーマにした街宣やデモを展開するようになると、チーム関西も独自に「パチンコ禁止デモ」と題したデモや、反原発デモへの「カウンター」と称した街宣活動を行うなどの動きを見せた。
その一方で、同年秋頃からいずれも主要メンバーの一人である「現代撫子倶楽部」代表の中谷良子（以下単に「中谷」と表記した場合は彼女のことを指す）と、「歴史捏造を糺す会」代表（当時）の長月友希の2人を中心にメンバー間の対立が次第に深まっていた。対立の発端となったのは9月11日に大阪市で行われた街宣で、このとき中谷が右翼団体とトラブルを起こしたことから、かねてから中谷の言動がトラブルの火種となっており仲間を危険に晒していると考えていた長月は中谷との絶縁を決意。中谷の側もこの事件を機にメンバーの態度がよそよそしくなったと感じたという。
また中谷に国民健康保険証を貸していた女性メンバーが「貸した保険証でカードを作られているらしい」と長月に相談したため、クレジットカード等の偽造カード作成の危険性も孕んでいるとして、11月の懇親会でメンバーらと対応を協議した。この頃から「中谷が借りていた保険証を悪用してクレジットカードを偽造した」との噂がチーム関西内に流れ始め、中谷への批判が強まった。なお中谷が保険証を借りていたことは事実であり後日詐欺罪に問われることになったが（後述）、カード偽造疑惑に関しては女性メンバー名義のポイントカードを作成していただけで、クレジットカードを作成した事実はなかった。
その一方で中谷を擁護する動きも見られた。12月に東京で行われた「慰安婦の嘘は許しません！なでしこアクション2011」と題する活動において、チーム関西所属団体のうち中谷の「現代撫子倶楽部」のみが賛同団体から外された際には、主要メンバーの一人で「日本シルクロード科学倶楽部」副会長の中曽千鶴子がこれに抗議する声明を出している。中曽を始めとする擁護者らは、活動家として雑誌の取材を受けるなど注目を集めていた中谷に対する嫉妬が一連の動きの背景にあると主張していた。

### 在特会・主権会の決裂
上記の主要メンバーの検挙や対立の影響もあって、チーム関西の主力を構成する在特会と主権会の対立も露わになってきた。
主権会会長の西村修平代表は、チーム関西の過激な活動が刑事事件化することで「行動する保守」運動全体がダメージを受けるのではないかとの懸念を抱くようになった。そして、大阪水曜デモ妨害事件でチーム関西のメンバーが逮捕されると、西村修平はその事後処理を行おうとせず、チーム関西を切り捨てようとした。しかし、在特会会長の桜井誠はデモが主権会主催であったことを理由に、西村に事後処理を行うように説得したところ、両者は口論となった。そして、これを直接の契機として在特会と主権会は事実上袂を分かった、と桜井は述べている。
桜井は西村と袂を分かった主たる理由として、2つの理由を挙げている。一つは、京都朝鮮学校公園占用抗議事件の事後処理において、西村が検挙されたチーム関西のメンバーを切り捨てようとする態度をとったこと、またそのなかで在特会と主権会の路線の違いが露わになったことである。もうひとつは、西村が組織暴力団の幹部と関係を持っていたことであり、桜井は関西の件よりもより悪質だと主張している。これによると、桜井は関西での関係が悪化する前に西村にある人物に紹介されたが、不審に思った桜井が名刺の名を友人に調べさせたところ、その人物は組織暴力団の実働部隊トップだったのだという。
一方、西村は徳島事件の直後には同事件に関与した荒巻ら4名を主権会から除名するとともに、チーム関西の活動には今後一切関知しない旨の声明を公式サイト上に掲載した。これにより、チーム関西における在特会と主権会の共闘関係には終止符が打たれた。

### 活動休止宣言
中谷を巡る対立は2012年（平成24年）1月23日、上述した女性メンバー名義の保険証を使用して保険診療を受けていた中谷が詐欺容疑で逮捕されたことにより、一気に急展開を迎えることになる。
在特会の桜井誠会長は逮捕報道後に配信したニコニコ生放送で、中谷と在特会の友好関係を全面否定するとともに、彼女が他にも余罪を抱えていることをほのめかした。また記事中で中谷と在特会が連携していると書いた読売新聞に抗議するとして、逮捕翌日の1月24日に支部長ら数名を引き連れて読売新聞大阪本社を訪問している。なお中谷は徳島事件を機に退会するまで在特会の会員として活動しており、退会後もチーム関西の枠組みの中で在特会との共闘を進めていた。
こうした在特会側の動きに対し、中谷の支援者らは「自己保身のための裏切り行為だ」と猛反発し、特に中曽は桜井会長やそれに同調したメンバーらに対して謝罪を要求するなど批判の動きを強めた。
その最中の2月12日、大阪市で主要メンバーを集めての集会が開催された。集会の冒頭、荒巻靖彦代表は「行儀の良い人間だけが世の中を変えてきたわけではない。仲間がやったことについてどうのこうの言うのは仲間として、人間として許されない」と中谷批判の動きを牽制するとともに、「何かあったらあげつらうような人間が仲間にいるようでは具合が悪い。こういうごたごたに嫌気が差したので、今日付で一度チーム関西をやめさせてもらう」と述べ、自身の代表辞任と団体としての活動休止を宣言した。ただしメンバーらによる公式サイトの利用は従前通りに認められ、また京都事件の弁護士費用を確保するためにチーム関西名義でのカンパも継続して募集することとなった。

### その後
メンバー間の対立はその後も解消されず、休止宣言直後には在特会・そよ風・歴史捏造を糺す会など中谷らに批判的なグループの活動告知が削除されるという事件が発生する。これに対して在特会などが業務妨害にあたるとして被疑者不詳での刑事告訴・告発に踏み切ったところ、中曽が「仲間を貶める等、チーム関西としてふさわしくない言動をしている人が代表をしている会の告知を削除することは許される」「卑劣な警察への密告」とこの動きを批判するなど、事態は泥沼化の様相を呈し始めた。
こうした状況を受けて在特会では2012年（平成24年）4月頃から原則としてチーム関西公式サイトでの活動告知を取り止め、全国地域別に独自に開設した活動告知用カレンダーページを使用するようになった。そよ風を始めとする友好勢力もこちらのサイトに移行したため、チーム関西の公式サイトで告知される活動の件数は大幅に減少した。またリーダー格だった荒巻靖彦・西村斉の両名が同年5月にロート製薬強要事件（以下「ロート事件」と呼称）で大阪府警捜査四課に逮捕・収監されたことも活動規模の縮小を招いた。
その後もチーム関西の枠組みを用いた活動は続けられたものの、公式サイトに掲載された街宣・デモ・集会・ポスティング等の活動予定の告知件数は、2011年（平成23年）下半期の約130件をピークに、2012年（平成24年）上半期には約80件、同年下半期には約30件程度にまで減少した。2013年以降、活動の告知件数は大幅に減少し、内容は川東大了の個人的な活動報告が大半を占めている。2013年下半期には現代撫子倶楽部の活動告知が在特会カレンダーページで掲載されるようになり、関西全体の活動告知のための機能は在特会カレンダーが担うこととなっている。

## 年表
- 2007年（平成19年）
  - 2月14日 - 在特会が関西支部を設立
- 2009年（平成21年）
  - 10月16日 - 主権会が関西支部を設立、この頃チーム関西結成
  - 12月4日 - 京都朝鮮学校公園占用抗議事件（京都事件）
- 2010年（平成22年）
  - 1月12日 - 在特会が関西支部を府県ごとの支部に再編
  - 3月9日 - 朝鮮総連京都府本部不退去事件
  - 4月7日 - 大阪水曜デモ妨害事件
  - 4月14日 - 徳島県教組業務妨害事件（徳島事件）
  - 4月20日 - 主権会が徳島事件参加者の除名とチーム関西からの離脱を表明
  - 6月28日 - 京都事件の参加者らに対する損害賠償請求訴訟が提起される
  - 7月10日 - 京都創価学会施設侵入事件
  - 7月13日 - 大阪水曜デモ妨害事件の参加者1名を逮捕
  - 7月28日 - 同参加者に罰金10万円の略式命令
  - 8月10日 - 京都事件の参加者4名を逮捕
  - 9月8日 - 徳島事件の参加者7名を逮捕（うち1名は後に釈放）
  - 12月1日 - 徳島事件の参加者3名に執行猶予付き有罪判決
- 2011年（平成23年）
  - 1月22日 - 水平社博物館前差別街宣事件（差別街宣事件）
  - 4月21日 - 京都事件の参加者1名と京都・徳島両事件の参加者3名に執行猶予付き有罪判決
  - 8月22日 - 差別街宣事件の参加者1名に対する損害賠償請求訴訟が提起される
- 2012年（平成24年）
  - 2月12日 - 活動休止宣言
  - 3月2日 - ロート製薬強要事件（ロート事件）
  - 5月10日 - ロート事件の参加者4名を逮捕
  - 6月21日 - 徳島事件の起訴猶予部分について徳島検察審査会が不起訴不当議決
  - 6月25日 - 差別街宣事件の参加者1名に150万円の損害賠償を命じる判決
- 2013年（平成25年）
  - 1月29日 - 神戸市立博物館脅迫事件（神戸事件）
  - 3月29日 - 徳島事件の参加者2名を在宅起訴
  - 4月10日 - 神戸事件の参加者1名を逮捕
  - 5月1日 - この日までにロート事件の参加者2名に執行猶予付き有罪判決、2名に実刑判決
  - 7月12日 - 大阪水曜デモ妨害事件の参加者1名に対する損害賠償請求訴訟が提起される
  - 8月6日 - 徳島事件の参加者らに対する損害賠償請求訴訟が提起される
  - 10月7日 - 京都事件の参加者らに最大約1226万円の損害賠償を命じる判決
  - 11月11日 - 神戸事件の参加者1名に執行猶予付き有罪判決
  - 12月25日 - 徳島事件の参加者2名に罰金20万円〜30万円の有罪判決
- 2014年（平成26年）
  - 3月28日 - 大阪水曜デモ妨害事件の参加者1名に約10万円の損害賠償を命じる判決

### 主なメンバー

#### 荒巻靖彦
本人の項を参照。

#### 西村斉
本人の項を参照。

#### 川東大了
本人の項を参照。

#### 中曽千鶴子
徳島県教組業務妨害事件では威力業務妨害罪を犯し2014年罰金30万円となった。現在はNHKから国民を守る党に所属し2018年から川西市の市議会議員を務めているが、2022年の市議会選挙では落選した。

#### 中谷良子
市民団体現代撫子倶楽部代表、自称ネイリスト。過去のブログにはアメリカ人の夫がおり裕福な生活を書いていたが母親と二人で生活していた。高校を中退後ネイリストの道を歩んだ。2010年徳島県教組業務妨害事件に加わり逮捕、懲役2年執行猶予5年の有罪判決を受けた 2012年には知人の保険証を悪用し詐欺容疑で逮捕、本人は罪を認めた。2016年大東市市議会議員選挙に立候補するも落選。

#### 桂田智司
1961年生まれ。兵庫県姫路市出身。右翼団体のナショナルセンターにあたる「全日本愛国者団体会議」の元・副議長。活動歴30年以上にも及ぶベテラン右翼活動家の一人。1992年4月には天皇訪中に反対して首相官邸に荷台に火のついた自動車で突入するも、未遂に終わる事件を起こして懲役5年。2013年神戸市立博物館で開催された特別展中国王朝の至宝の開催延期を要求、これを断られ街宣車で抗議をしたが暴力行為処罰法違反容疑で逮捕された。2018年1月朝鮮総連へのテロを起こし現行犯逮捕された。この事件により懲役7年の実刑判決を受けた。2018年11月15日には2017年に抗議活動をした男性に全治1週間の怪我を負わせた事件の犯人である疑いが浮上したことから暴行罪で逮捕された。この容疑に対し身に覚えがないと否定している。
娘も「行動する保守」の一員で、2013年3月に生野コリアタウンで「いつまでも調子に乗ってたら南京大虐殺ならぬ鶴橋大虐殺がありますよ!?」とアジ演説を行なっている。

#### 三好恭弘
ロート製薬強要事件を起こして逮捕された一人。

#### 山本雅人
純心同盟本部長。

#### 浜諦弘
元能勢町議会議員。2012年問責決議案が可決された。2013年能勢町町議会議員選挙で落選。

#### 池本なお
通称は凛風やまと・獅子の会の獅子座なお。元在特会大阪支部長。2017年に阪南市議会選挙に立候補するも落選。

## 事件

### 加害者となった事件
京都朝鮮学校公園占用抗議事件（京都事件）

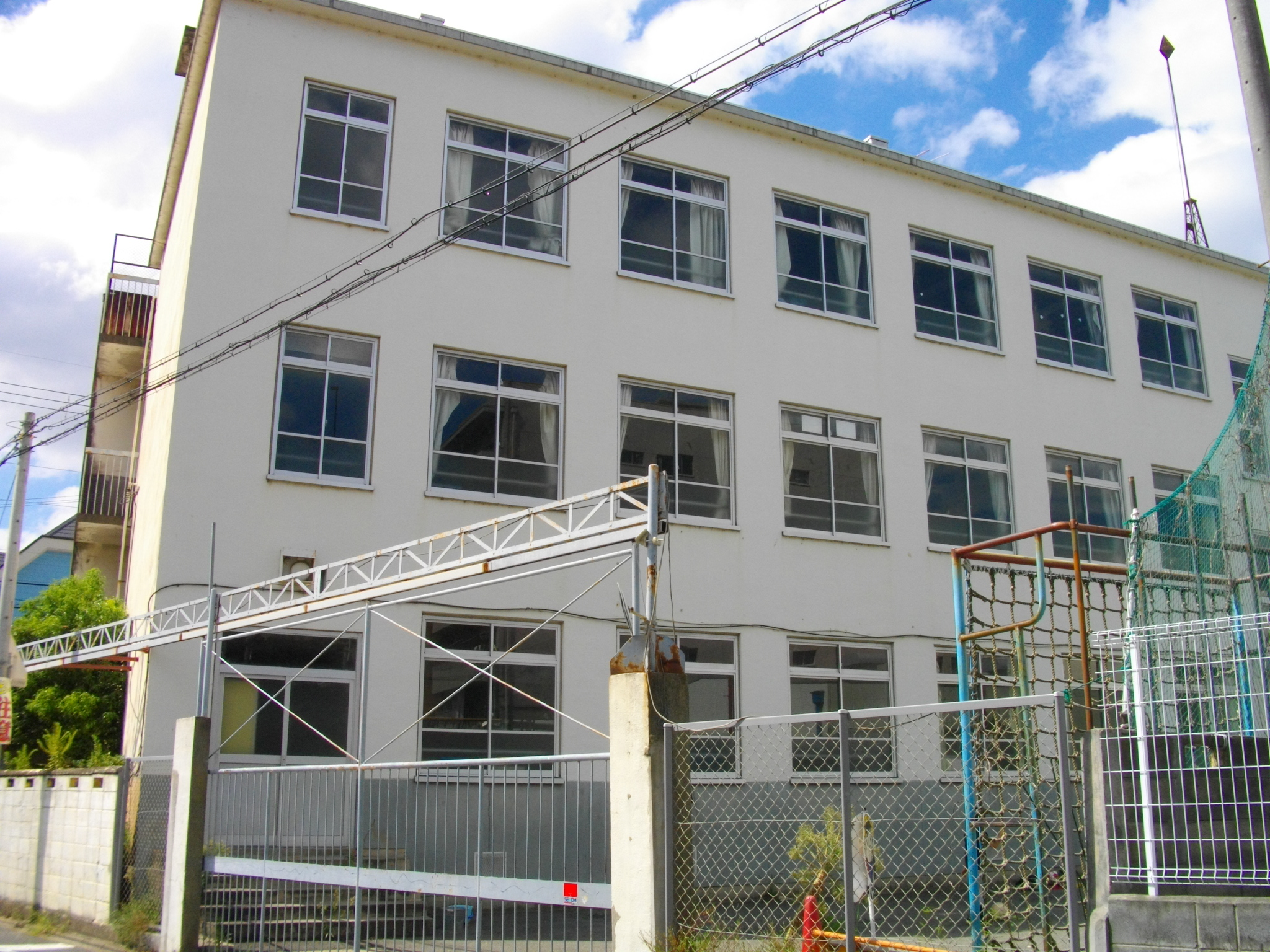
京都朝鮮第一初級学校

2009年（平成21年）12月4日、京都朝鮮第一初級学校による勧進橋児童公園の不正占用に抗議するとしてメンバー11名が同校校門前に集まり、「ろくでなしの朝鮮学校を日本から叩き出せ」「日本から出て行け。何が子供じゃ、こんなもん、お前、スパイの子供やないか」「約束というものは人間同士がするものなんですよ。人間と朝鮮人では約束は成立しません」などと怒号を上げるとともに、公園内の朝礼台を搬出して門扉に打ちつけ、サッカーゴールを横倒しにし、スピーカーのコードを切断するなどの行為に及んだ。
翌2010年（平成22年）8月10日にメンバー4名が逮捕され、侮辱罪・威力業務妨害罪・器物損壊罪にあたるとして翌2011年（平成23年）4月21日付で懲役1年 - 2年・執行猶予4年の有罪判決が言い渡された。うち1名は判決を不服として控訴・上告したが、いずれも棄却されている。なお逮捕されなかった7名については書類送検の上で起訴猶予処分となった。
また冒頭の街宣および翌2010年（平成22年）1月14日・3月28日の朝鮮学校糾弾デモが不法行為にあたるとして、同年6月28日、在特会や主権会のメンバーに対して最高3000万円の損害賠償を求める民事訴訟が学校法人京都朝鮮学園によって提起され、2013年（平成25年）10月7日に京都地裁は約1226万円の賠償と学校周辺での街宣禁止を命じる判決を言い渡した。在特会などは控訴したが、2014年（平成26年）7月8日に大阪高裁は控訴を棄却した。
朝鮮総連京都府本部不退去事件
2010年（平成22年）3月9日、朝鮮総連京都府本部を訪れたメンバー13名が施設の借用申し入れを断られたことに激高し、退去を求める職員ともみ合いながら「朝鮮人は帰れ」と怒号を挙げるなど、約1時間に渡って敷地内で抗議を続けた。
同年10月7日になって不退去容疑で書類送検されたが、軽微で偶発的な行為だとして11月11日付で13名全員が起訴猶予処分とされた。
大阪水曜デモ妨害事件
2010年（平成22年）4月7日、従軍慰安婦問題に関して日本政府の謝罪と補償を求めるグループが主催する「水曜デモ」に抗議するとして、メンバー約45名がJR大阪駅前に集合した。その後の抗議の際にメンバー1名が水曜デモ側の参加者である戸田久和門真市議（当時は元市議）の眼鏡を奪うという行為に及んだ。
大阪府警警備部が同年7月13日にこのメンバーを窃盗容疑で逮捕すると、大阪地検は器物損壊罪に切り替えて略式起訴し、7月28日付で罰金10万円とする略式命令が出された。なお戸田はこの処分を不服として略式起訴を選択した大阪地検に抗議文を送付するとともに、当該メンバーに対して50万円の損害賠償を求める民事訴訟を提起した。2014年（平成26年）3月28日、大阪高裁は約10万円を賠償するよう当該メンバーに命じた。
徳島県教組業務妨害事件（徳島事件）

2010年（平成22年）4月14日、徳島県教職員組合による四国朝鮮初中級学校への寄付に抗議するとしてメンバー19名が同組合の事務所内に侵入し、「朝鮮の犬」「募金詐欺、募金詐欺じゃ、こら」「非国民」「死刑や、死刑」「腹切れ、国賊」などと怒号を上げながら、110番通報を妨害する、机上の書類を放り投げるなどの行為に及んだ。
同年9月8日にメンバー7名が逮捕され、うち起訴された6名が同年12月1日から翌2011年（平成23年）4月21日にかけて威力業務妨害罪および建造物侵入罪で懲役8月 - 2年・執行猶予3年 - 5年の有罪判決を受けた。
逮捕者のうち1名と残りの12名の計13名は起訴猶予処分とされたが、2012年（平成24年）6月21日付で徳島検察審査会が不起訴不当の議決を下したため、翌2013年（平成25年）3月29日に徳島地検は起訴猶予とされていたメンバーのうち2名を威力業務妨害（および同幇助）・建造物侵入の両容疑で在宅起訴した。同年12月25日に2人に対して罰金20万円 - 30万円の有罪判決が下され、うち1人は判決を不服として控訴したが、翌2014年（平成26年）5月29日に高松高裁は控訴を棄却した。
また2013年（平成25年）8月6日、徳島県教職員組合と事件時に現場に居合わせた元書記長は、在特会・主権会のメンバーなど参加者10名に対して1683万円の損害賠償を求める民事訴訟を提起した。
京都創価学会施設侵入事件
2010年（平成22年）7月10日、「反創価学会」を掲げる日護会の京都支部長が創価学会長岡京文化会館を訪れ、トイレを借りる名目で館内に侵入した上で館内の様子を撮影し、ネットの動画投稿サイトで生中継した。同支部長は翌2011年（平成23年）3月11日になって建造物侵入容疑で書類送検されている。
水平社博物館前差別街宣事件（差別街宣事件）

2011年（平成23年）1月22日、水平社博物館が日本の朝鮮植民地政策を批判する内容の展示を行ったことに抗議するとしてメンバー2名が同博物館を訪れ、うち1名が博物館前の路上で「ここなんですか、ド穢多の発祥の地、なんかそういう聖地らしいですね」「出てこい、穢多ども、おまえらなあ、ほんまに日本中でなめたマネさらしやがって」「非人とは、人間じゃないと書くんですよ。おまえら人間なのかほんとうに」「穢多とは穢れが多いと書きます。穢れた、穢れた、卑しい連中」などと怒号を上げた。
このメンバーは同年8月22日に水平社博物館から1000万円の損害賠償を求める民事訴訟を起こされ、翌2012年（平成24年）6月25日付で150万円の支払いを命じる判決を言い渡された。
ロート製薬強要事件（ロート事件）

2012年（平成24年）3月2日、ロート製薬による韓国人女優キム・テヒのCM起用に抗議するとしてメンバー4名が同社本社を訪れ、面談に応じた従業員に「右翼紹介するから右翼の事務所行って言え。竹島はどこの領土か分かりませんって言えや、そやったら。きっついとこ紹介したるわ」「俺の家同和やから俺のとこ馬鹿にしてるのか。同和教育いるんちゃうか」などと述べて畏怖させ、竹島の領有権問題およびキム・テヒ起用の是非に関する同社の見解を回答するよう求めた。
同年5月10日にメンバー4名が強要容疑で逮捕され、翌2013年（平成25年）5月1日までに主犯格の2名に懲役1年 - 1年6月の実刑判決が、ほかの2名に懲役1年・執行猶予3年 - 4年の有罪判決が、それぞれ言い渡されている。
神戸市立博物館脅迫事件（神戸事件）
2013年（平成25年）1月29日、メンバーの一人が神戸市立博物館で行われる予定の「中国王朝の至宝展」を中止するよう1時間半にわたって電話で脅し続け、同展開催中に約10回、延べ約35台の街宣車を動員して博物館付近で抗議活動を行った。
同年4月10日、兵庫県警公安二課は暴力行為等処罰法違反容疑で電話をかけたメンバーを逮捕した。同年11月11日に神戸地裁は当該メンバーに対して懲役1年2月・執行猶予3年の有罪判決を言い渡している。